# Acerodon celebensis
Acerodon celebensis là một loài động vật có vú trong họ Pteropodidae, bộ Dơi. Loài này được Peters mô tả năm 1867.

## Hình ảnh